# Posten Norge
Posten Norge AS (с норв. — «Почта Норвегии») — норвежский почтовый оператор, предоставляющий почтовые услуги. Компания принадлежит Министерству транспорта и связи Норвегии и является монополистом в области перевозки и доставки почты в стране. В 2017 году компания располагала сетью из 1500 почтовых отделений.

## История
Норвежская почтовая служба, под названием Postvesenet, была учреждена Ганнибалом Сехестедом в 1647 году в форме частного предприятия. С 1719 года национальная почтовая связь стала государственной монополией. В 1933 году Postvesenet переименовали в Postverket.

### Государственная компания
В 1996 году была учреждена государственная компания Posten Norge BA с ограниченной ответственностью норвежского государства. В 2002 году компания Posten изменила свою организационно-правовую форму, став акционерной компанией (англ. aksjeselskap, сокращённо AS) в рамках подготовки компании к планируемому разгосударствлению (англ. deregulation) норвежского рынка почтовых услуг. Posten Norge AS по-прежнему находится в полной собственности норвежского государства, поскольку процесс либерализации был отложен правительством до 2011 года.
Деятельность компании Posten Norge осуществляется по трём направлениям: почта, логистика и вспомогательные службы логистики. Одна из дочерних компаний, ErgoGroup AS, специализируется на электронных услугах и аутсорсинге.

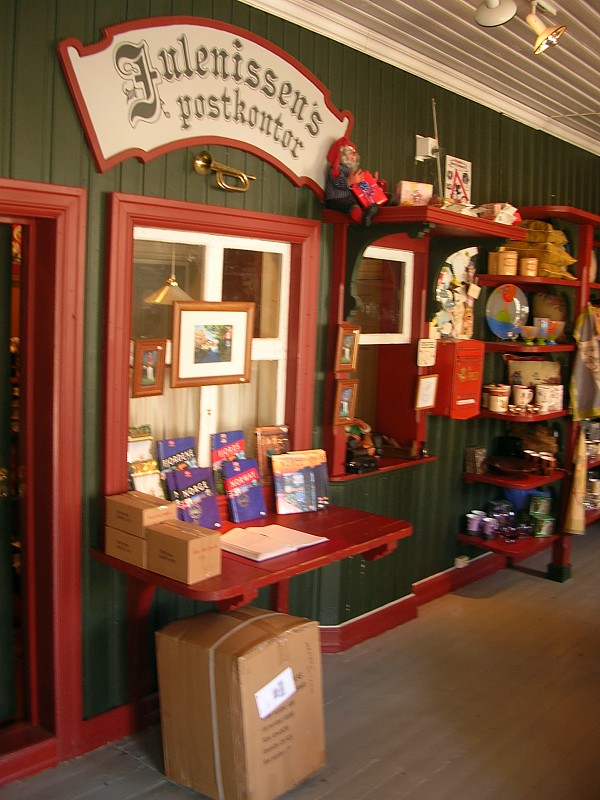
Официальное почтовое отделение Рождественского домика в Дрёбаке

### Расширение компании
В 2002 году Posten Norge частично приобрела частную шведскую почтовую компанию англ. CityMail, при этом норвежская почта сразу же получила 57 % акций последней, а в первом квартале 2006 года — остальные 43 %. Posten Norge также владеет на праве собственности или частично компаниями англ. Nor-Cargo, Frigoscandia, Box Solutions, Box-Group/-Delivery, Pan Nordic Logistics (PNL), Scanex B. V., Nettlast Hadeland, у которых, в свою очередь, могут быть собственные дочерние компании.

Объекты норвежской почты, на которых сохранился старый логотип
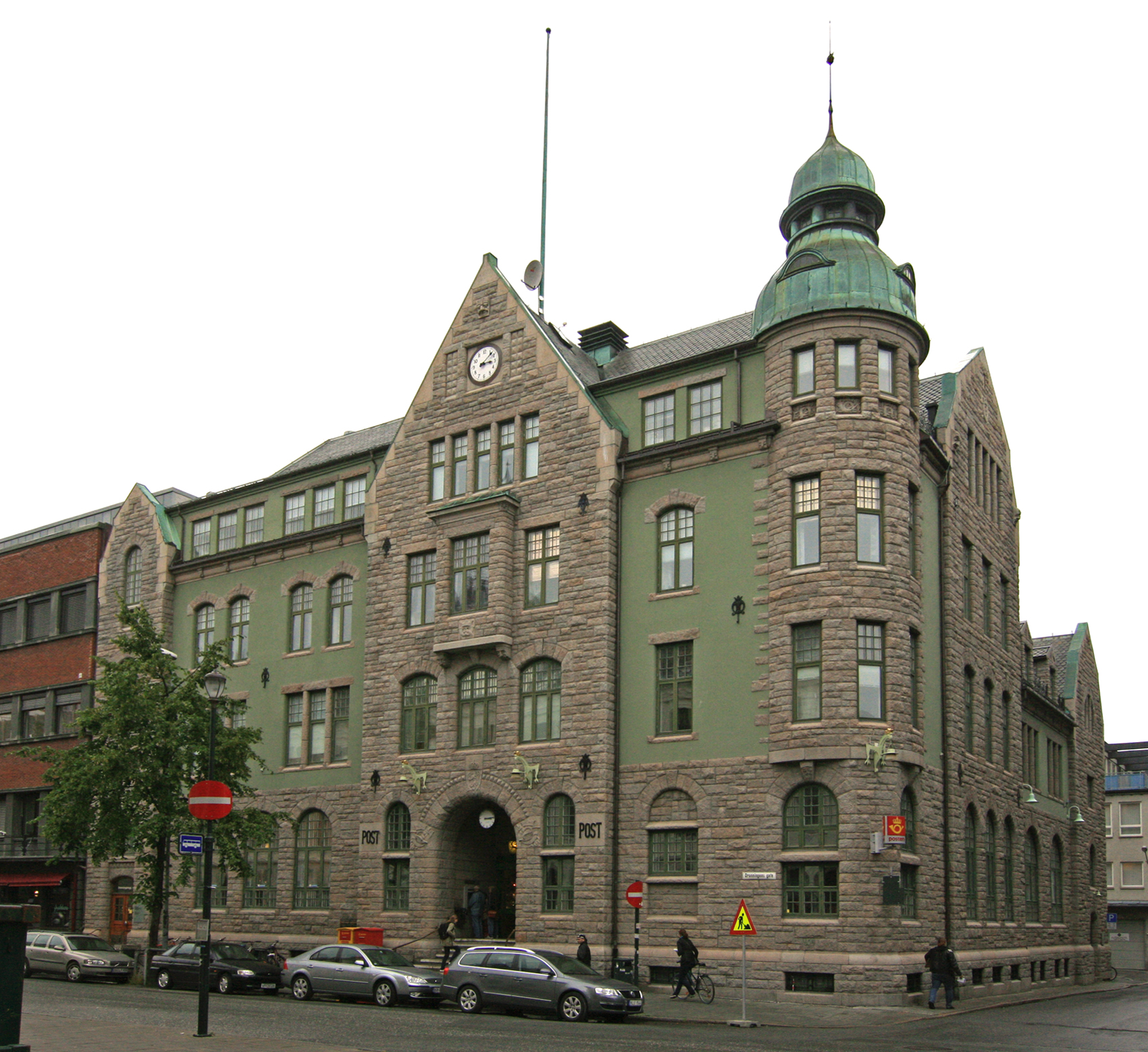
Бывшее здание главпочтамта в Тронхейме (построено в 1911 году, арх. К. Норум)
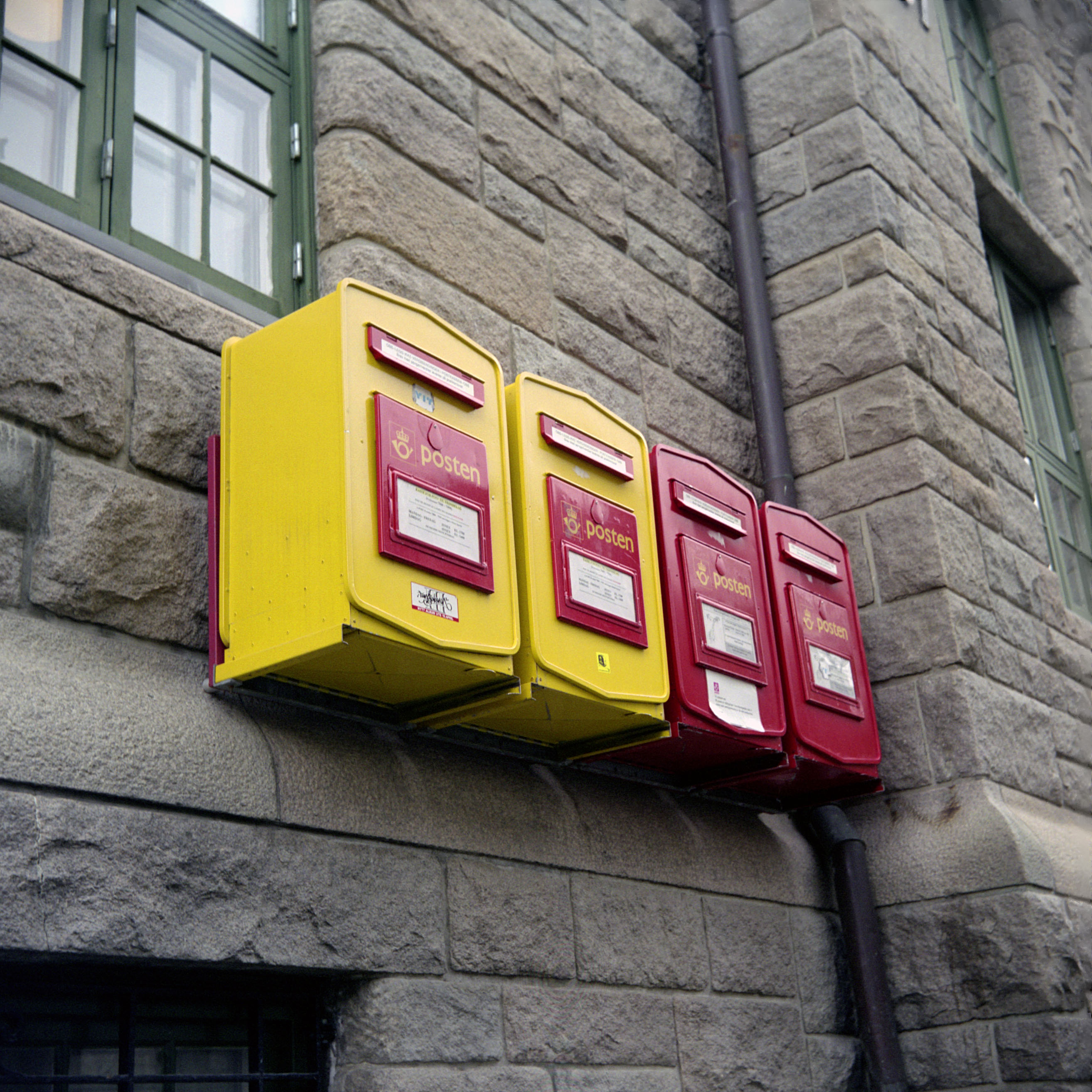
Почтовые ящики в Тронхейме: жёлтые — для местной корреспонденции, красные — для всех других отправлений
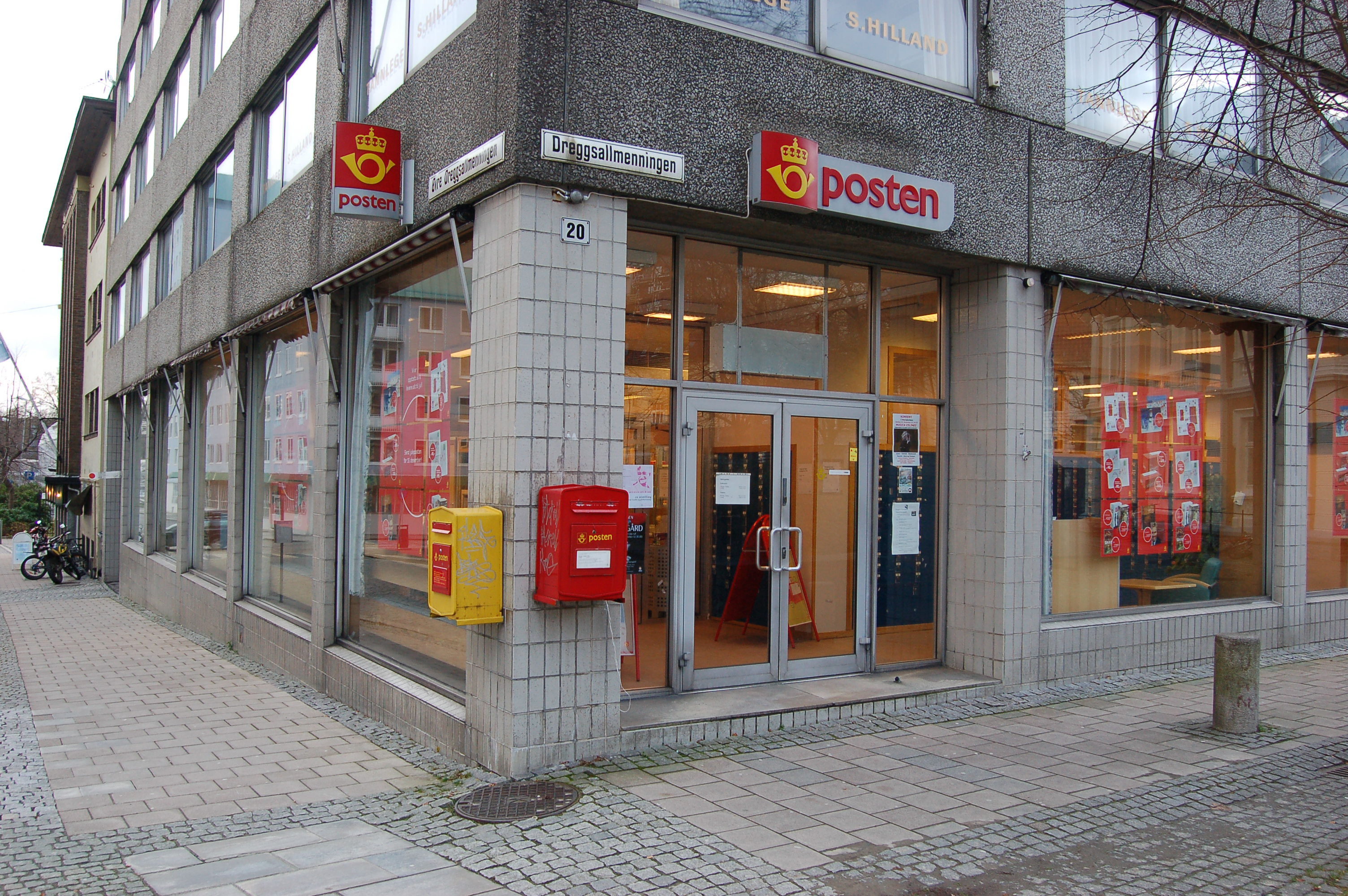
Почтовое отделение в Бергене

## Штаб-квартира
Головной офис компании находится в Осло, по адресу: Posthuset, Biskop Gunnerus' gate 14A, 0185 Oslo, Norway.